# 根里奇·阿奇舒勒

Genrich Altshuller

根里奇·阿奇舒勒（1926年10月15日—1998年9月14日），生於前苏联乌兹别克的首都塔什干。前苏联发明家，提出了发明式的问题解决理论TRIZ，又称TIPS。